# Chomutov město
Chomutov město – przystanek kolejowy oraz posterunek odgałęźny w miejscowości Chomutov, w kraju usteckim, w Czechach. Znajduje się na wysokości 355 m n.p.m.
Jest zarządzany przez Správę železnic. Na przystanku istnieje możliwość zakupu biletu i rezerwacji miejsc.